# L'amour à la française
L'amour à la Française är en poplåt skriven av Ivan Callot, Laurent Honel, Jean-Marc Sauvagnargues, Yves Giraud och Paul Léger. Den är inspelad och framförd av den franska gruppen Les Fatals Picards. 
Bidraget valdes vid en TV-sänd tävling i Paris som Frankrikes bidrag till Eurovision Song Contest 2007 i Helsingfors. Bidraget sjungs på både franska och engelska och var, bortsett från en refräng i 2001 års franska bidrag, det första bidraget som Frankrike sjöng på engelska i Eurovision Song Contest.